# Сара Ісакович
Сара Ісакович  (словен. Sara Isakovič, *9 червня 1988, Блед, СФРЮ) — словенська плавчиня, олімпійська медалістка.

## Виступи на Олімпіадах
| Олімпіада  | Дисципліна                            | Місце |
| ---------- | ------------------------------------- | ----- |
| Афіни 2004 | плавання на 50 метрів вільним стилем  | 36    |
| Афіни 2004 | плавання на 100 метрів вільним стилем | 26T   |
| Афіни 2004 | плавання на 200 метрів вільним стилем | 18    |
| Афіни 2004 | естафета 4 × 200 вільним стилем       | 16    |
| Пекін 2008 | плавання на 200 метрів вільним стилем | 2     |
| Пекін 2008 | плавання на 100 метрів, батерфляй     | 20    |